# Emirseyit, Tokat
Emirseyit là một thị trấn thuộc thành phố Tokat, tỉnh Tokat, Thổ Nhĩ Kỳ. Dân số thời điểm năm 2011 là 2.017 người.